# Abborrtjärnen (Vänjans socken, Dalarna)
Abborrtjärnen är en sjö i Mora kommun i Dalarna och ingår i Dalälvens huvudavrinningsområde.